# Scutylenchus quadrifer
Scutylenchus quadrifer (syn. Tylenchorhynchus quadrifer) is een rondwormensoort. De wetenschappelijke naam van de soort is voor het eerst geldig gepubliceerd in 1954 door Andrássy.